# Cycas beddomei
Cycas beddomei är en kärlväxtart som beskrevs av William Turner Thiselton Dyer. Cycas beddomei ingår i släktet Cycas, och familjen Cycadaceae. IUCN kategoriserar arten globalt som starkt hotad. Inga underarter finns listade i Catalogue of Life.